# Proosdij van Meerssen

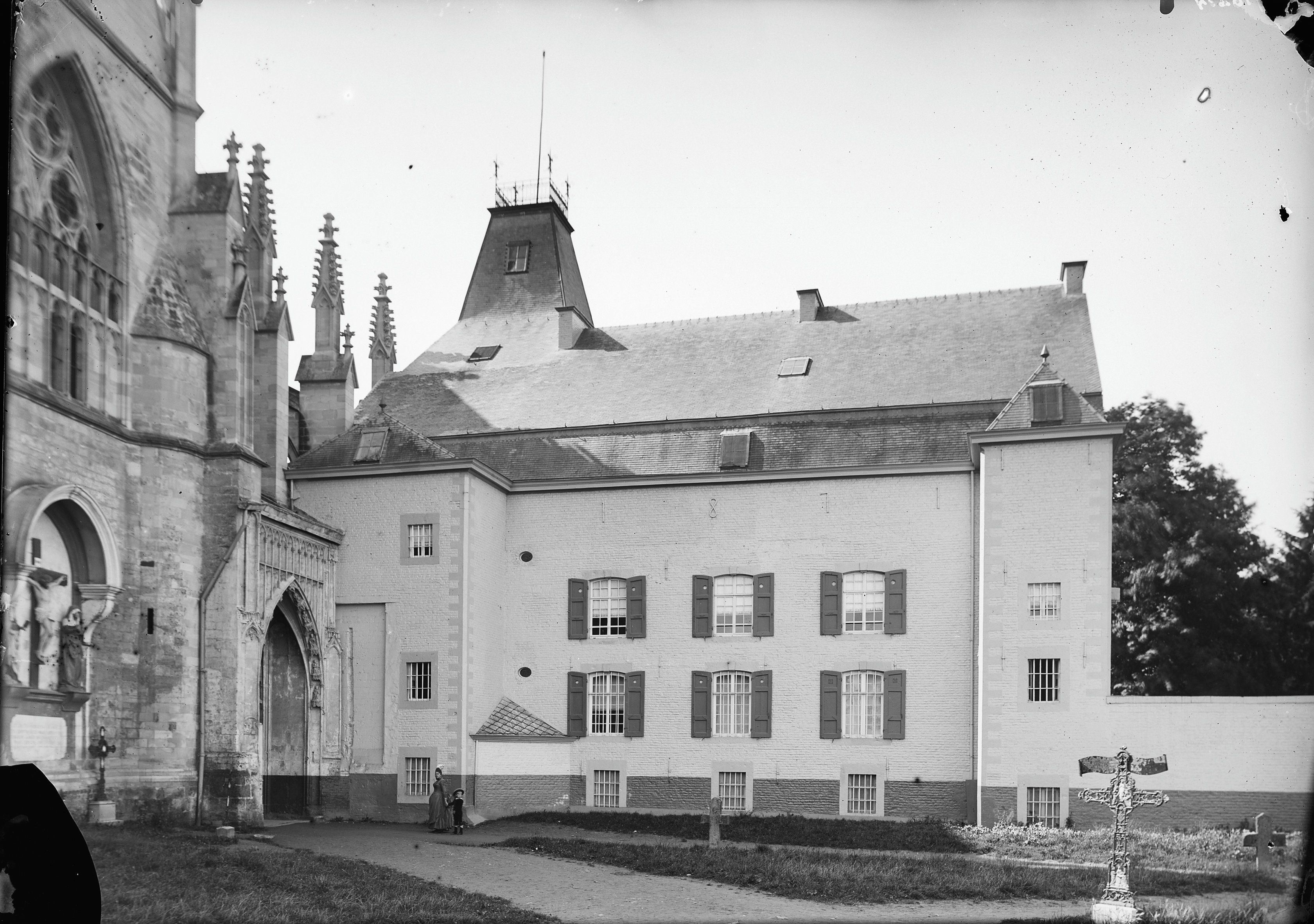
De Proosdij van Meerssen vanaf de Markt in 1888. Links de Basiliek van het H. Sacrament. Daarnaast delen van de oude proosdij. Daarachter het landhuis uit ca. 1800

De Proosdij van Meerssen was een instelling die vanaf de middeleeuwen tot aan het eind van het ancien régime het bestuur en de rechtspraak uitoefende over de bezittingen van de proosdijkerk van Meerssen. De Proosdij van Meerssen is tevens de benaming voor het gebouw waarin naast de ambtswoning van de proost van Meerssen ook het bestuur en de rechtspraak over de proosdij zetelden. Van het proosdijgebouw zijn enkele bijgebouwen bewaard gebleven.

## Geschiedenis

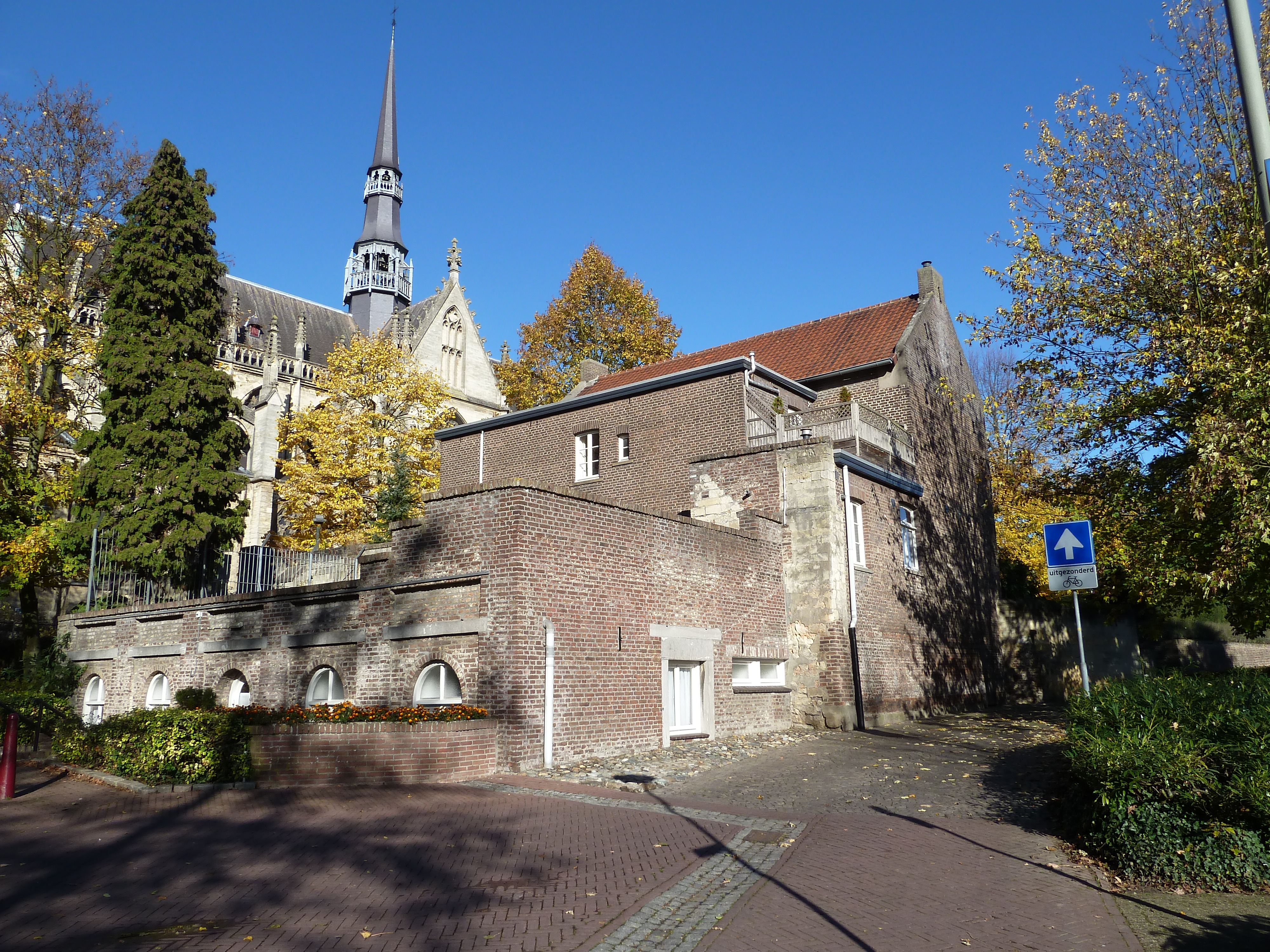
Muurrestant Proosdij

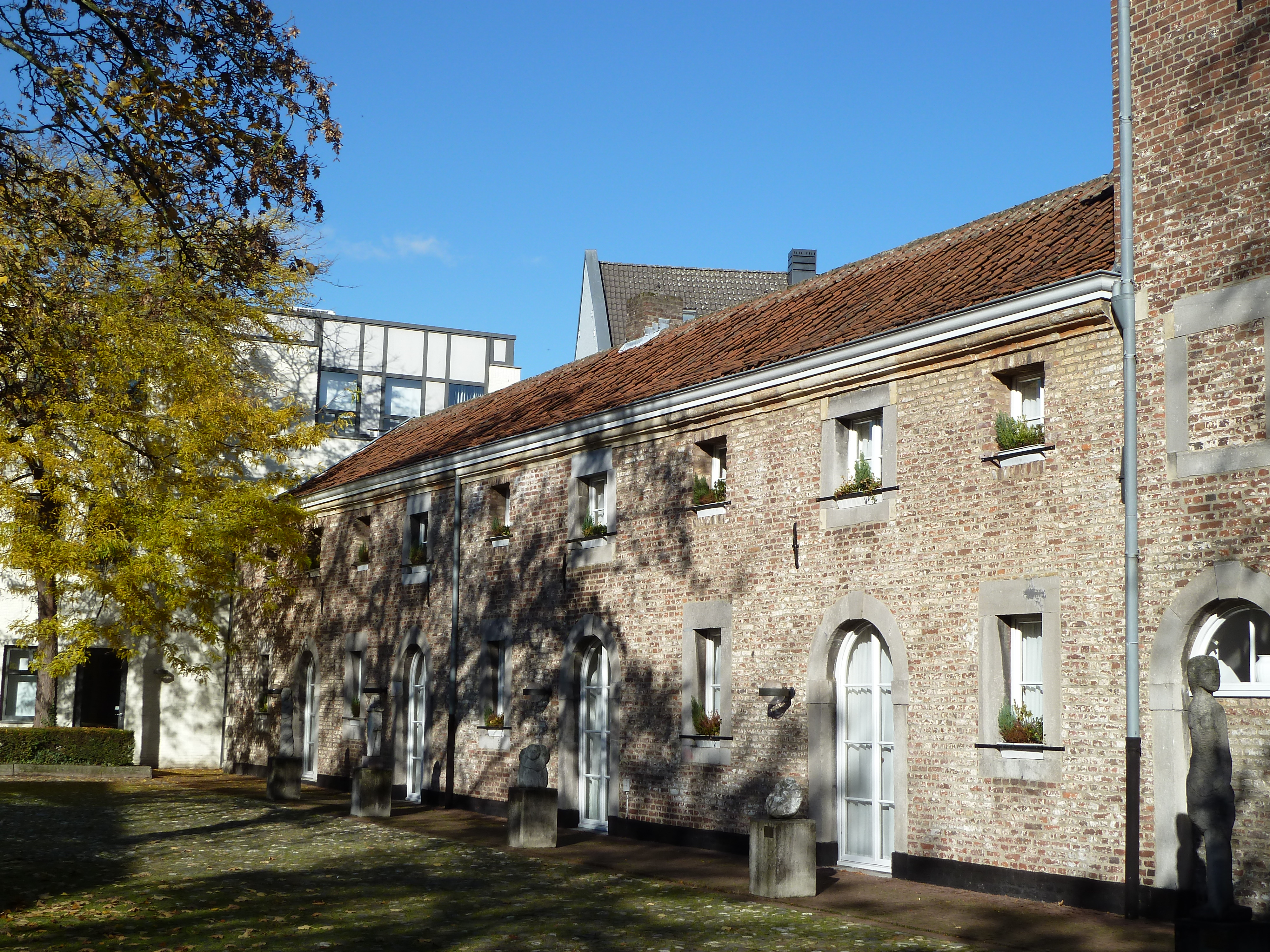
Voormalige Proosdijhof

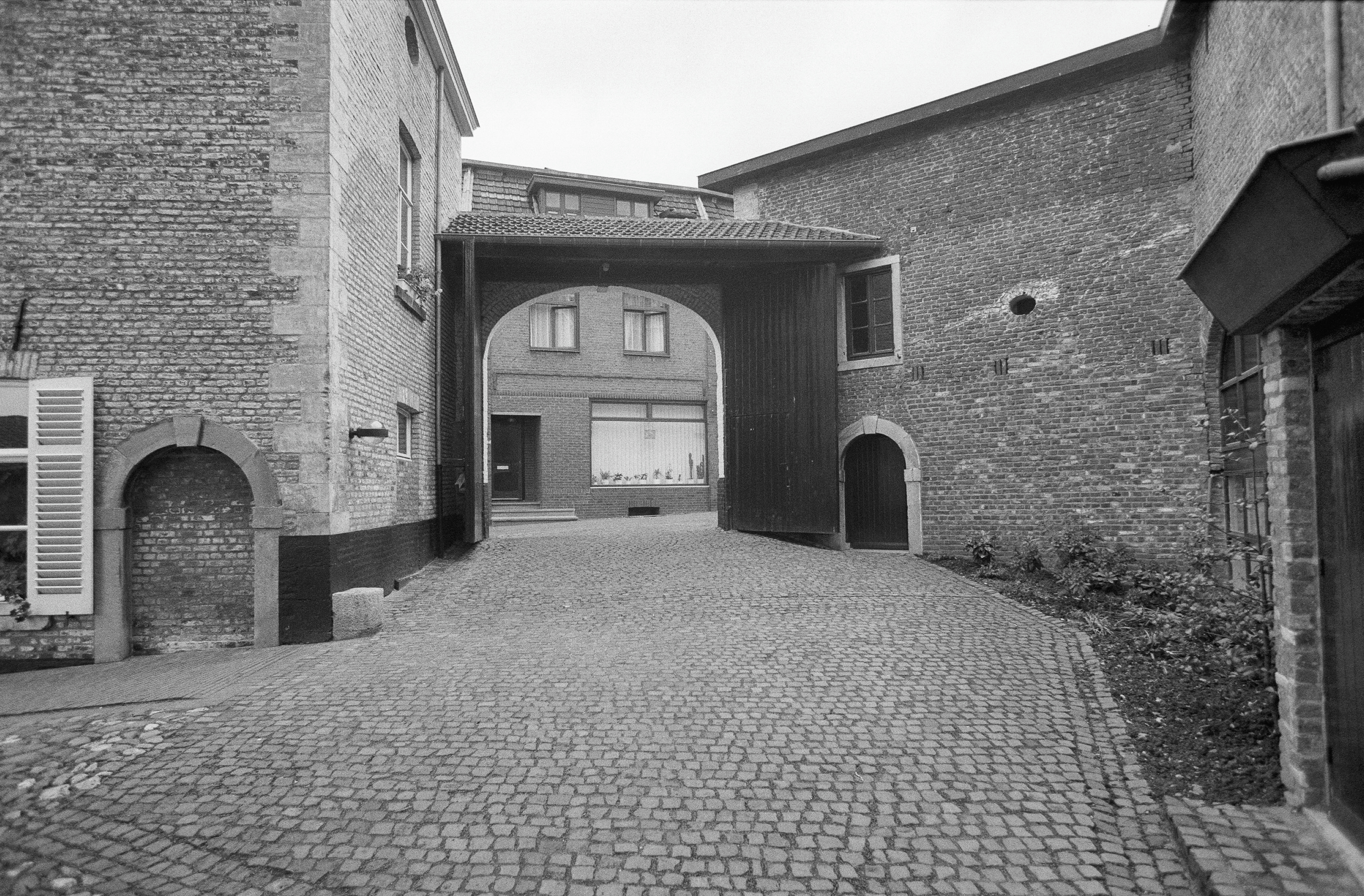
Inrijpoort Proosdijhof

### Karolingische palts
Meerssen zou al in de vroege middeleeuwen een Karolingische palts hebben bezeten, die wellicht terugging op een Romeinse villa. De paltskapel bevond zich waarschijnlijk op de plaats van de huidige Basiliek van het H. Sacrament. In de palts van Meerssen zou in 870 het Verdrag van Meerssen zijn gesloten, hoewel dat volgens andere bronnen in Eijsden (toen Aspide geheten) gebeurde. In elk geval verbleef Lodewijk de Duitser, een van de onderhandelaars, wel in Meerssen. De palts zou in die tijd eigendom zijn geweest van Giselbert I van de Maasgouw, stamvader van het Huis der Reiniers. Zijn zoon Reinier I ontving in 911 de titel markgraaf van Lotharingen en stierf in 915 in Meerssen.
In 928 huwde Giselbert II, zoon van Reinier I, de ongeveer 30 jaar jongere dochter van koning Hendrik de Vogelaar, Gerberga van Saksen. In 939 nam Giselbert deel aan een opstand tegen Gerberga's broer, de Duitse koning Otto I de Grote. Giselbert II kwam in de Slag bij Andernach (939) om het leven, waardoor Gerberga op haar vijfentwintigste weduwe werd. Gerberga behield haar 64.000(?) hectare grote bruidsschat, inclusief bezittingen te Meerssen, Beek, Schimmert, Hulsberg en Maastricht, voor zichzelf en haar kinderen.
Na het overlijden van de hertog trouwde Gerberga met koning Lodewijk IV van Frankrijk, waardoor ze koningin van West-Francië werd. In de Franse koningsstad Reims maakte ze kennis met de benedictijner monniken van de Remigiusabdij, die ze adviseerde om zich in Meerssen te komen vestigen. Kort voor haar dood, in 968, schonk Gerberga de Meerssense paltskapel, die toegewijd was aan Sint-Petrus, alsmede 820 hectare land aan de benedictijnen van Reims, op voorwaarde dat de monniken of kanunniken die zich hier vestigden voor de zielenrust van Giselbert en de zijnen moesten bidden. Op de Wijngaardsberg gingen de monniken de wijngaarden onderhouden.

### Van palts naar proosdij
De Remigiusabdij vestigde inderdaad een klooster of kapittel bij de Meerssense paltskapel en behielden eeuwenlang de inkomsten hiervan. In 1136 gaf de Luikse prins-bisschop Alberon toestemming aan abt Odo van Reims om de Meerssense stichting om te zetten in een proosdij. Behalve de proost woonden er vanaf dat moment geen geestelijken meer in de Meerssense palts. De proost was tevens ambachtsheer van Meerssen. Hij mocht de schout en schepenen benoemen zonder tussenkomst van de voogd, de wereldlijke beschermer van de proosdij, de toenmalige heer van Valkenburg (na 1381 de hertog van Brabant). De proost bezat het patronaatsrecht van een aantal kerken en kapellen in de omgeving, onder andere te Meerssen, Klimmen, Hulsberg, Schimmert, Bunde, Amby, Houthem en Schin op Geul. Hij trok tevens de tiendrechten die in 1145 door Koenraad III aan de proosdij waren verleend. Aan het begin van de dertiende eeuw bezat de proosdij goederen, rechten en bezittingen te Meerssen, Schimmert, Nuth, Klimmen, Schin op Geul, Berkelaar (bij Echt), Geistingen, Maaseik, Weert, Herten (bij Roermond), Lithoijen (bij Oss) en in de omgeving van Luik.
Van de Meerssense proosten zijn slechts enkele namen overgeleverd. Bekend is Jean de Beaufort, die in 1364 proost werd en de bouwheer werd van de huidige gotische kerk. De proosdij van Meerssen bleef tot 1561 in het bezit van de Sint-Remigiusabdij van Reims. In 1561 ging de Meerssense proosdij over naar het twee jaar eerder opgerichte bisdom Roermond. Paus Pius V vaardigde op 7 augustus 1561 een bul uit waarbij de proosdij tot 'tafelgoed' van de nieuwe bisschop van Roermond werd verklaard. Dit betekende dat de inkomsten van de proosdij dienden voor het onderhoud van de bisschop, die zich tevens proost van Meerssen mocht noemen. Tussen 1609 en 1611 behoorde de proosdij weer korte tijd aan de benedictijnen van Reims, die hun rechten vervolgens overdeden aan de augustijnen van Eaucourt, die er vanwege de grote afstand en de voortdurende oorlogen weinig profijt van hadden.
De proosdijbezittingen gingen in 1662 over naar de Staten-Generaal der Nederlanden, aangezien Meerssen tot het Staatse deel van het land van Valkenburg behoorde. Het zogenaamde simultaneum werd ingevoerd, waarbij de kerk van Meerssen door zowel katholieken als protestanten werd gebruikt, een situatie die tot circa 1830 heeft bestaan. Uit de inkomsten van de proosdij moest jaarlijks 500 gulden betaald worden aan de gereformeerde predikant van Meerssen, en daarnaast 800 gulden aan de bisschop van Roermond. In 1736 werd de jaarlijkse betaling aan de bisschop voor 15.000 gulden afgekocht.

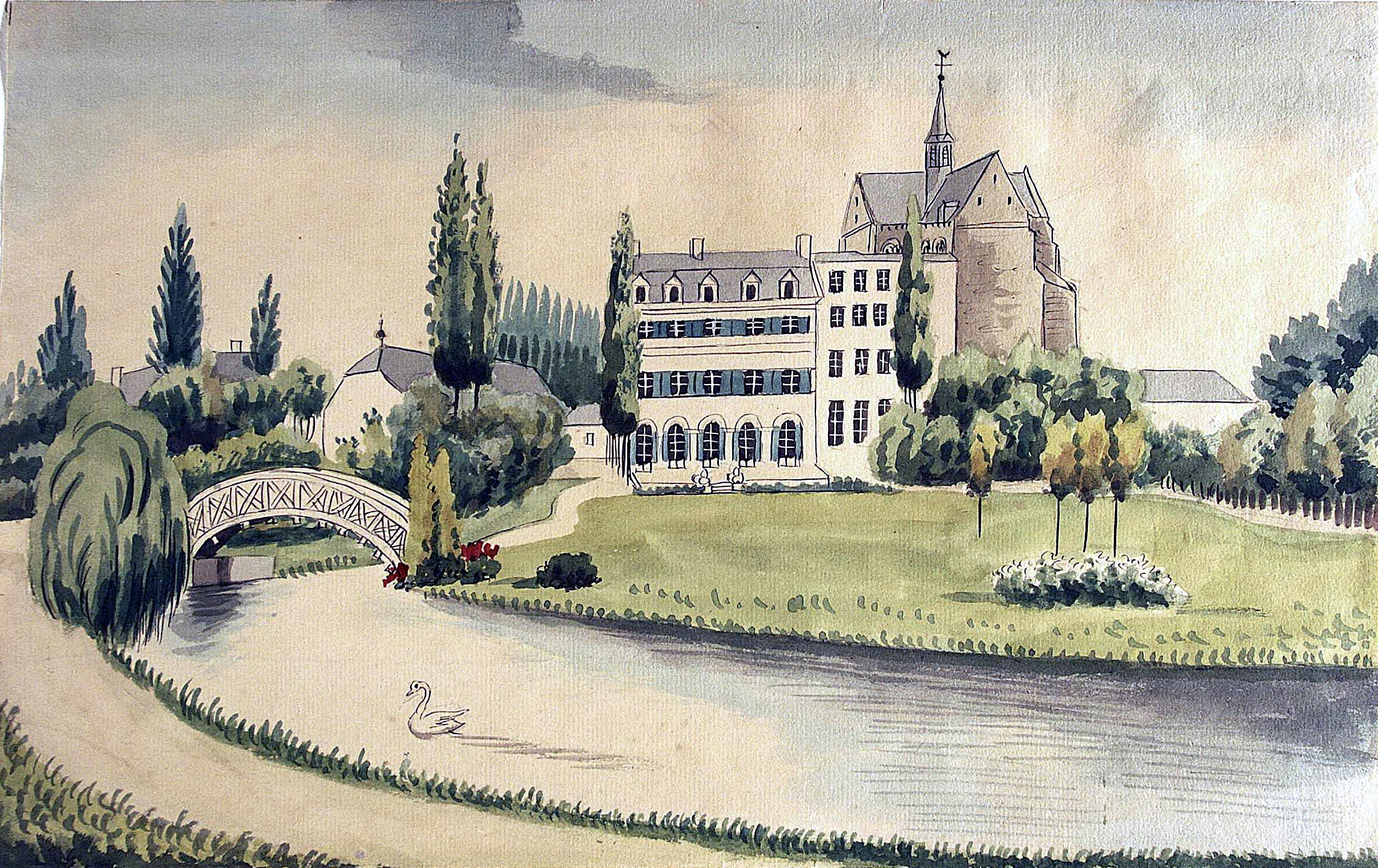
Het Proosdijpark en de Proosdij, in 1808 verworven door Roemers. Op de voorgrond de verlegde Geultak (Philippe van Gulpen, 1846)

### Van proosdij naar landgoed
Na de verovering van de Zuidelijke Nederlanden door de Franse revolutionaire legers in 1794, werd de proosdij opgeheven. De proosdijkerk was van 1798 tot 1802 gesloten en werd daarna bestemd tot parochiekerk, de huidige basiliek. De proosdij zelf, inclusief bijbehorende landerijen, kwam in 1797 in handen van Dominique Nivar (1739-1797), hoofdontvanger der belastingen in het departement Nedermaas, en diens ongehuwde zus Antoinette Nivar. Die laatste liet een deel van de proosdijgebouwen slopen en liet daarvoor in de plaats een 'modern' landhuis optrekken. In 1808 ruilde ze het landgoed met haar schoonbroer, de bekende Maastrichtse advocaat Charles Clément Roemers (1748-1838), die in Meerssen al andere bezittingen had. Roemers was in de Franse Tijd een machtig man. Hij was afgevaardigde van het departement Nedermaas bij het Keizerlijk Wetgevend Lichaam in Parijs en aan het einde van die periode nog even burgemeester van Meerssen. Roemers gebruikte zijn invloed om de loop van het riviertje de Geul te laten omleggen, omdat het te sterk over zijn landgoed meanderde en hij bang was voor overstromingen. Na zijn dood erfde zijn kleindochter Caroline Cruts-Colpin de Proosdij.
In de tweede helft van de negentiende eeuw kwam het landhuis in bezit van de Maastrichtse wapenfabrikanten Stevens, die ook eigenaar waren van het nabije kasteel Bethlehem in Limmel en huis Severen in Amby. De familie Stevens had een eigen toegang tot de kerk (die al in de tijd van Roemers bestond) en deed diverse schenkingen aan de kerk, onder andere het neogotische Maria-retabel. Daarop zijn diverse Stevens-familieleden enigszins verdekt weergegeven, zoals dat in de middeleeuwen en renaissance gebruikelijk was.

### Van landgoed naar klooster
In 1935 liet de toenmalige eigenaar, mevrouw Stevens-Daems, de proosdij na aan de congregatie van de Kleine Zusters van de Heilige Joseph te Heerlen. In 1936 werd een deel van het complex afgebroken ten behoeve van de uitbreiding van de kerk en nieuwbouw voor de zusters, beide naar plannen van de Roermondse architect Jos Cuypers. In 2006 vertrokken de laatste vijf zusters uit de proosdij.

## Erfgoed
In 2008 heeft op het terrein van de proosdij een archeologische opgraving plaatsgevonden, waarbij vroegmiddeleeuws aardewerk en bewoningssporen uit de bronstijd en ijzertijd zijn gevonden. In 2012 vond in opdracht van de gemeente Meerssen opnieuw een inventariserend onderzoek plaats, waarbij onder andere een noord-zuid lopende gracht is gevonden, waarvan de jongste fase uit de 11e of 12e eeuw dateerde, maar die waarschijnlijk al veel eerder was gegraven. De gracht omgaf het proosdijcomplex en waarschijnlijk ook de palts.
Van de voormalige bezittingen van de proosdij is vrijwel niets bewaard gebleven. In 1804 klopte de prefect Pierre Loysel van Nedermaas tevergeefs aan bij Roemers om de kosten op zich te nemen van het ophalen van het archief en enkele kostbaarheden van de voormalige proosdij. Deze bevonden zich in Duisburg, waar ze door de laatste proost C. Deboille waren achtergelaten, na zijn vlucht voor de Fransen in 1794. Roemers verklaarde geen persoonlijk belang te hebben bij deze archiefstukken en dat dit een overheidstaak was. Twee jaar eerder had hij de prefect zelf op de hoogte gesteld van de verblijfplaats van deze zaken. In 1804 was de situatie anders, aangezien de ontvanger der nationale domeinen, Walter Bleron, de spullen voor een zacht prijsje had gekocht. Niet bekend is wat er daarna met het archief en de overgebleven kostbaarheden is gebeurd.
De overgebleven gebouwen bestaan uit de zogenaamde Proostenkelder, de Tiendschuur (voormalige bibliotheek), restanten van de Proosdijhoeve (bestuurscentrum) en een kapelletje (vanwege de bouw van het latere klooster verplaatst; thans bloemisterij). Het door Cuypers ontworpen gebouw Markt 25 uit 1937 functioneerde tientallen jaren als secretariaat van het katholieke jeugdwerk in Limburg en krijgt thans een nieuwe bestemming in het kader van het plan Maison Proosdij. De contouren van de verdwenen gebouwen zijn deels aangegeven in het plaveisel van de Markt.